# Flugplatz Sprossen

i7
i11
i13
Der Flugplatz Sprossen (ICAO-Code: EDCH) ist ein Sonderlandeplatz im Burgenlandkreis. Er verfügt über eine 740 Meter lange und 30 Meter breite Graspiste und ist für Segelflugzeuge, Motorsegler, Ultraleichtflugzeuge und Motorflugzeuge mit einem Höchstabfluggewicht von bis zu zwei Tonnen sowie für das Muster Antonow An-2 zugelassen.